# (13025) Zürich
Pour les articles homonymes, voir Zurich (homonymie).
(13025) Zürich est un astéroïde de la ceinture principale découvert le 28 janvier 1989 par l'astronome suisse Paul Wild à l'observatoire Zimmerwald près de Berne, en Suisse. Sa désignation provisoire était 1989 BA. Il tire son nom de la ville suisse de Zurich.